# География Нарнии

Важным элементом географии вымышленного К. С. Льюисом мира Нарнии является возможность перемещаться между "реальным миром" (Англия первой половины XX века) и фантастическими мирами (Нарнией и т.п.) Такие переходы осуществлются с помощью прудов в Лесу между мирами, дверей, картины и т. д. Лев Аслан, будучи аллегорией Христа, может рассматриваться как дверь в новую жизнь (Ин. 10:9).
Дж. Р. Кристофер отмечает, что карты Нарнии авторства Паулины Бейнс приводятся в различных книгах серии. В книге "Принц Каспиан", утверждается, что мир Нарнии является плоским.
Далее приводится список топонимов Нарнии.

## Государства
- Нарния (англ. Narnia) — королевство в мире Нарнии. Нарния расположена в центре континента. С юга, запада и севера её окружают горы, а на востоке находится побережье Великого Восточного моря. Сама территория королевства — это преимущественно холмистые равнины и леса. В северной части страны находятся болотистые низменности. Одной из главных транспортных артерий Нарнии является Великая река, которая пересекает всю страну с запада на восток. В Нарнии живут говорящие животные и мифические существа. Первые получили в дар от Аслана способность мыслить и говорить, а вторые были им призваны сюда. Также Нарнию населяют люди, попавшие сюда с Земли через порталы. Дж. Р. Кристофер проводит сравнение Нарнии с Англией и Израилем[2].
- Орландия (Аркенлэнд, англ. Archenland) — дружественная Нарнии небольшая страна, лежащая к югу от Нарнии и к северу от Тархистана (Калормена). Орландия расположена, в основном, в горах. Горы же отделяют её от Нарнии на севере, а с юга государство отделено от Тархистана (Калормена) Великой пустыней и рекой под названием Извилистая Стрела. На востоке Орландия имеет выход в Великое Восточное море. Единственный известный город Орландии — Анвард — является её столицей. До самого конца света не было завоевано. Дж. Р. Кристофер соотносит Орландию с Ирландией по созвучию названий[2].
- Подземье (англ. Underland) — огромная сеть пещер, расположенная под землёй к северу от Нарнии, в основном под Эттинсмуром. Позже стала частью Нарнии. Дж. Р. Кристофер сравнивает подземье с адом[2]. В книге "Серебряное кресло" обсуждается вопрос о существовании мира вне Подземья, что можно рассматривать как аллегорию Пещеры Платона[1][4].
- Бисм — страна, расположенная глубоко под землёй в Нарнии. Там текут огненные реки, но на их берегах можно жить, не опасаясь сгореть. В огненных реках обитают разумные саламандры, а в остальной части страны живут подземные жители. В Бисме растут драгоценные камни. Их можно есть и выжимать из них сок.
- Тархистан (Калормен, англ. Calormen) — враждебное Нарнии и Орландии государство, которое расположено к югу от них. Самая крупная и могущественная держава мира Нарнии. Тархистан ассоциируется с Турцией и арабским миром[5]. Дж. Р. Кристофер усматривает связь этого государства с Вавилоном[2]. В Тархистане процветает работорговля. Разделение мира на две противоположные части (Нарния – Тархистан) рассматривается как необходимое условие для возможности совершения путешествия в соответствии с концепцией С. П. Гурина ("Маргинальная антропология", Саратов, 2000)[1].
- Тельмар (англ. Telmar) — страна, расположенная к западу от Нарнии, за Западными горами. В Тельмаре долго не было разумных существ, пока туда не пришли люди с Земли, которые стали называться тельмарийцами. В Тельмаре находился один из порталов между Землёй и Нарнией. Через него однажды в Нарнию проникло с Земли шесть пиратов и их жёны. Они поселились на пустых до этого землях, и их потомки постепенно образовали народ тельмарийцев. Тельмарийский король Каспиан I, прозванный Завоевателем, собрал свой голодающий народ и ушёл на восток, в Нарнию. Тельмарийцы завоевали Нарнию и поселились в ней, уничтожив её прежних обитателей и заставив прятаться выживших. Тельмар же, после того как люди покинули его, стал необитаем.
- Эттинсмур (англ. Ettinsmoor) — страна на севере нарнийского материка, принадлежащая великанам.
- Страна Аслана (англ. Aslan's country) - страна к востоку от Нарнии; ассоциируется с Небесами; Дж. Р. Кристофер приводит утверждение Н. Брауде о соответствии положения Страны Аслана относительно Нарнии с положением Иерусалима относительно Европы[2].

## Городаи поселения
- Азим Балда (англ. Azim Balda) — город в Тархистане (Калормене). Как пересечение многочисленных дорог по всей империи, является центром почтовой системы Тисрока.
- Анвард (англ. Anvard) — город-замок, столица Орландии, резиденция всех королей Орландии.
- Беруна (англ. Beruna) — город в Нарнии.
- Зулиндрех (англ. Zalindreh) — место в Тархистане (Калормене), где Игого и его хозяин Андрадин отличились в бою.
- Замок Мираза (англ. Miraz's Castle) — столица Нарнии времён правления тельмарийцев.
- Замок Белой Колдуньи (Бледной Ведьмарки, англ. White Witch's Castle) — столица Нарнии времен правления Белой Колдуньи.
- Кэр-Параваль (англ. Cair Paravel) — замок Верховного короля Питера, короля Эдмунда и королев Сьюзен и Люси, расположенный на востоке Нарнии (на побережье). После вторжения армии Каспиана Завоевателя и тельмарского завоевания Кэр-Параваль заброшен, но при Каспиане X столица вновь перенесена в Кэр-Параваль. При нём же вокруг замка вырос город, существовавший до времён короля Тириана.
- Паграхан (англ. Pugrahan Salt Mines) — город, находящийся при соляных копях. В городе живут рабочие на копях, чаще всего пленные. Туда вели гномов в рабство тархистанцы.
- Ташбаан (англ. Tashbaan) — столица Тархистана (Калормена), большой империи на юге мира Нарнии. Крупный город, построенный на острове в устье большой реки в северной части Тархистана (Калормена). Ташбаан по описанию напоминает Стамбул[5].
- Харфанг (англ. Harfang) — замок великанов к северу от земель великанов Эттинсмура. Р. Е. Сэмпсон отмечает, что путешествие около Харфанга развивает в персонажах книги "Серебряное кресло" чувство правды, в то время как путешествие через Эттинсмур развивало персонажей физически[6].
- Чипингфорд (англ. Chippingford) — один из четырёх городов, о которых упоминают книги про Нарнию. Он кратко упоминался в начале «Последней битвы», когда обезьян Хитр посылает осла Недотепу туда, чтобы купить апельсины и бананы.
- Бобровая запруда — во время правления Джадис там стояла запруда Мистера Бобра. К началу событий «Принца Каспиана» рядом с запрудой стоял торговый город Биберсдам. Располагается на западе Нарнии на Великой реке.

## Реки
- Великая река (англ. Great River), она же Беруна — река в центре Нарнии. В устье её расположен Кэр-Параваль.
- Орлянка — река, отделяющая Орландию от Южной пустыни.
- Река Быстрая.
- Река Тельмар.
- Река Ветреная Стрела (англ. River Winding Arrow).
- Стремнинка — впадает в Великую реку неподалёку от Холма Аслана.
- Шриббл (англ. Shribble).

## Озёра
- Замёрзшее озеро.
- Котелковое озеро.

## Равнины, Долины и Пустыни
- Равнина Фонарного столба (Фонарный пустырь, англ. Lantern Waste) — равнина на западе Нарнии (одно время на этом месте был лес).
- Долина Тысячи Духо́в (англ. the Valley of the Thousand Perfumes) — долина в Тархистане (Калормене).
- Великая Пустыня (англ. Great desert) — отделяет Нарнию от Тархистана (Калормена). М. В. Родина сравнивает странствие Шасты через Пустыню с переходом через Пустыню Моисея[1].

## Горыихолмы
- Гора Пайр (англ. Mount Pire или Olvin) — гора Орландии.
- Западные горы Нарнии — горы, отделяющие Нарнию от Тельмара.
- Эттинсмурские горы.
- Орландские горы.
- Холм Аслана — невысокий холм неподалёку от впадения речки Стремнинки в Беруну. Примечателен тем, что на его вершине расположен один из главных артефактов Нарнии — Каменный стол. Утверждается, что Холм Аслана является аналогом Голгофы[1].

## Острова
- Гальма (англ. Galma) — ближайшее к Нарнии остров в Восточном океане. Управляется герцогом. Гальма славится как морская держава. При восстановлении флота Каспиан Х использовал помощь моряков Гальмы.
- Теревинфия — королевство-остров, имеющее мощный флот. Часть жителей промышляют пиратством. Столица расположена в глубине одноимённого острова. В «Путешествии на Край Света» «Покоритель Зари» встал в устье реки, не приближаясь к столице.
- Семь островов — известно лишь два из них: Мьюл (западный) и Брэн (на острове находится Алая гавань — главный порт архипелага).
- Одинокие Острова (англ. Lone Islands) —  Фелимат, Дорн, Авра. Центр — Узкая Гавань на Дорне. Вассальное герцогство Нарнии. Нарнийские короли носят титул императоров Одиноких Островов со времен короля Ветра, освободившего острова от дракона. Все острова ко временам Каспиана X заселены, но самым населенным и обжитым является остров Дорн. Из Узкой Гавани правят нарнийские губернаторы архипелага, а со времён Каспиана X — герцоги Одиноких Островов. На островах живут люди, говорящих животных нет.
- Драконий остров (англ. Dragon Island) — не обитает никаких существ, кроме драконов.
- Горелый остров (англ. Burnt Island) — не обитает никаких существ. Ограбленное поселение — остров, видимо, заселяли гномы.
- Остров мёртвой воды (англ. Deathwater Island) — не обитает никаких разумных существ.
- Остров охлотопов — остров является местом расселения охлотопов, ими управляет маг-звезда Кориакин.
- Остров Тьмы — остров, на котором сны становятся явью.
- Остров Раманду (англ. Island of Ramandu, Остров Звезды) — здесь находится стол Аслана, на котором всегда есть еда; освещает остров звезда Раманду. Глен Гуднайт отмечает, что стол Аслана, также как и Грааль, символизирует Евхаристию[3].

## Леса
- Тенистый лес.
- Северные леса.
- Совиный лес.
- Западные леса.

## Другое
- Курган Аслана (англ. Aslan's How, Каменный Стол, англ. Stone Table) — место, являвшееся лагерем нарнийцев во время сражения нарнийцев с тельмаринами. В течение первого тысячелетия было Каменным Столом, однако к третьему тысячелетию Каменный Стол сильно просел, и над ним насыпали курган.
- Танцевальная поляна (англ. Dancing Lawn) — место танцев фавнов и нимф.
- Северное болото — находится немного выше Леса сов. На этом болоте живут квакли-бродякли.
- Лес между мирами (англ. Wood between the Worlds) — связывает миры Чарна и Нарнии; представляет собой предлиминальное пространство, подобное коридору, соединяющему многие дверные проёмы[6].  В этом лесу "дверями" в фантастические миры являются пруды[1].
- Чарн (англ. Charn) — мир, который характеризуется уставшим, умирающим Солнцем[1] и "полным молчания" разрушенным городом. Трагедия Чарна является наказанием за жестокость. Р. Е. Сэмпсон полагает, что образ создан под влиянием военных воспоминаний Льюиса[6].